# Arta luxemburgheză

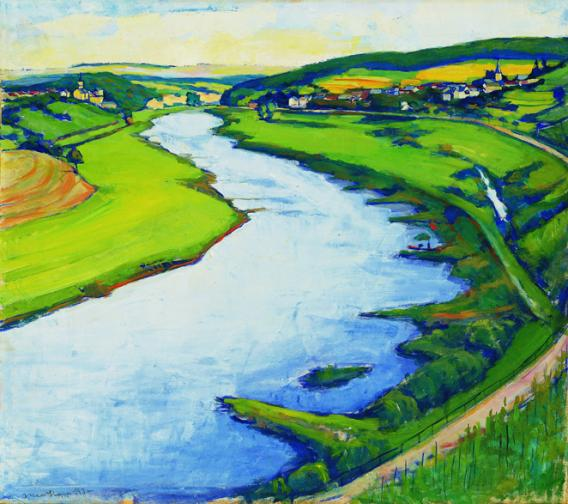
Nico Klopp : Întinderea râului Moselle la Greiveldange cu Stadtbredimus (1930)

Arta luxemburgheză poate fi urmărită până în epoca romană, în special în statuile găsite în întreaga țară și în imensul mozaic din Vichten⁠(d). De-a lungul secolelor, bisericile și castelele luxemburgheze au adăpostit o serie de artefacte culturale, însă aproape toate sunt atribuite unor artiști străini. Primele exemple de artă cu tentă națională sunt picturile și hărțile orașului Luxemburg și ale fortificațiilor sale de la sfârșitul secolului al XVI-lea până la începutul secolului al XIX-lea, deși și acestea au fost în mare parte create de artiști străini. Adevăratul interes pentru artă în rândul propriilor cetățeni ai țării a început în secolul al XIX-lea, cu picturi ale Luxemburgului și ale împrejurimilor, după ce țara a devenit un mare ducat în 1815. A urmat interesul pentru impresionism și expresionism la începutul secolului al XX-lea, cea mai bogată perioadă din pictura luxemburgheză, în timp ce abstracția a devenit punctul central al artei după cel de-al Doilea Război Mondial. În prezent, există o serie de artiști contemporani de succes, dintre care unii au obținut o largă recunoaștere internațională.

## Antichitate
Un număr considerabil de sculpturi și statui au fost descoperite în ruinele vilelor romane din diferite părți ale Luxemburgului, dar cea mai importantă comoară artistică a perioadei este mozaicul din Vichten, care reprezintă muzele grecești antice.Acesta obișnuia să împodobească holul de recepție al unei vile romane din Vichten, dar acum poate fi văzut în Muzeul Național de Istorie și Artă din Luxemburg. Printre alte artefacte notabile din secolul al II-lea se numără un potir de teracotă decorat cu un relief cu o scenă de vânătoare, descoperită într-un mormânt de lângă Mamer, o statuie și un relief al zeiței romano-celtice Epona⁠(d) găsite la Dalheim Ricciacum⁠(d), precum și statui de bronz ale lui Jupiter și Mercur.

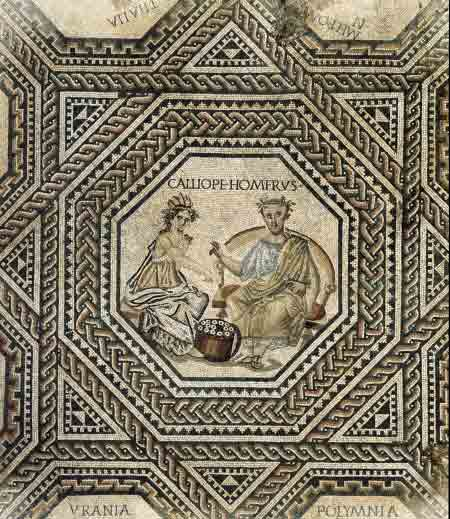
Mozaic Vichten care îi prezintă pe Calliope și Homer (c. 270 d.Hr.)
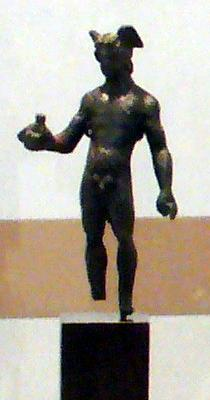
Statuie din bronz a lui Mercur
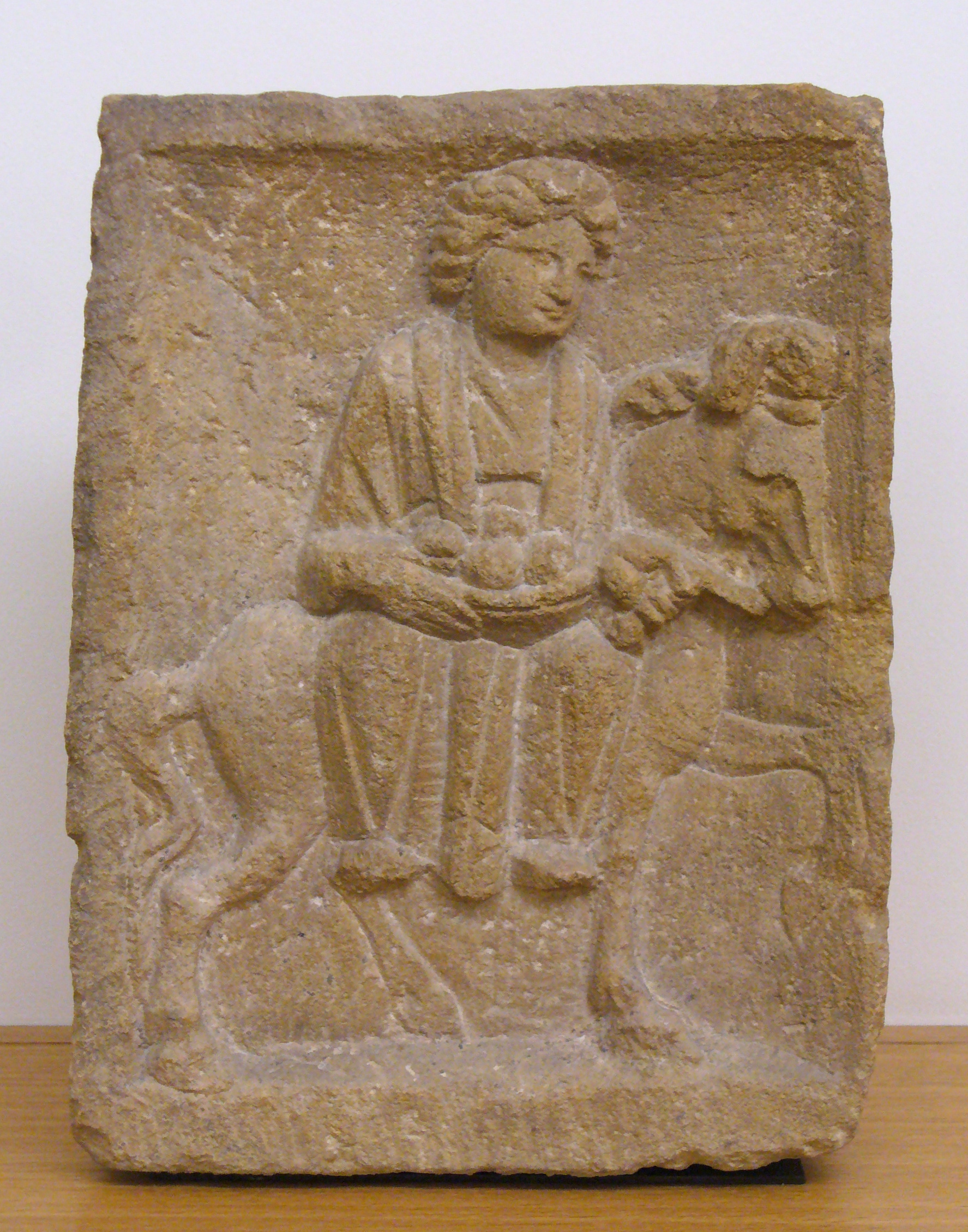
Relieful zeiței galo-romane Epona, protectoare a animalelor
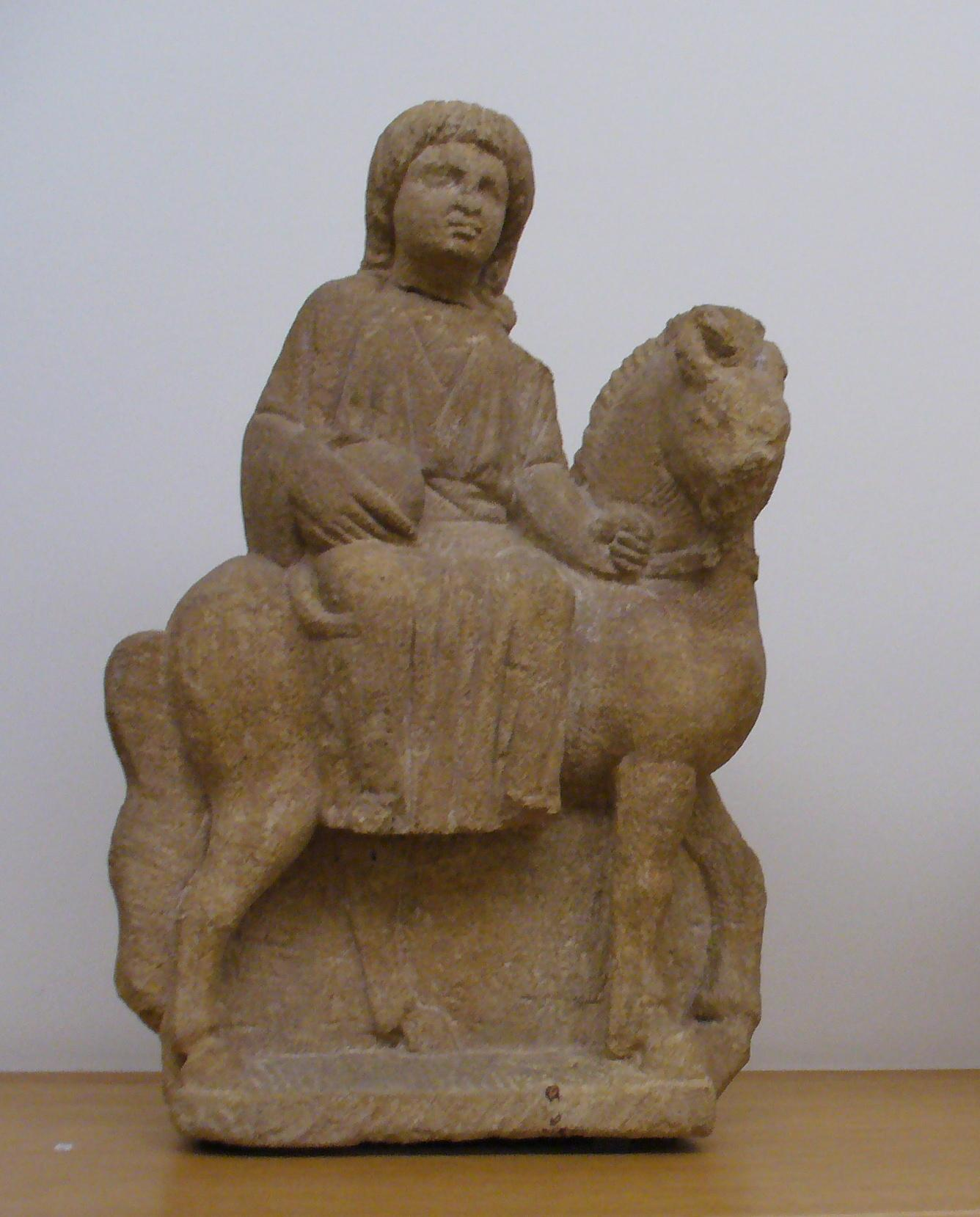
Statuia Eponei

## Evanghelia iluminată Echternach
Codex Aureus din Echternach este o carte anluminată a Evangheliei de la începutul secolului al XI-lea, care conține versiunile Vulgata ale celor patru evanghelii. Unul dintre cele mai bogat ilustrate manuscrise otonine, a fost realizat la Abația din Echternach sub conducerea abatelui Humbert. Stilul rafinat al picturii de la Echternach se caracterizează prin colorit bogat, forme clare și accentuarea atentă a figurilor, interpretând arta Maestrului din Trier cu o originalitate considerabilă. Iluminatorii de la Echternach s-au inspirat din stilul și iconografia unor lucrări mult mai vechi, găsite în bibliotecile din Trier și Reichenau. Codex Aureus este unul dintre cele doar două manuscrise care au fost păstrate la Echternach de-a lungul secolelor, majoritatea celorlalte fiind produse pentru Sfântul Împărat Roman Henric al III-lea. Acesta se află în prezent la Muzeul Național German din Nürnberg.

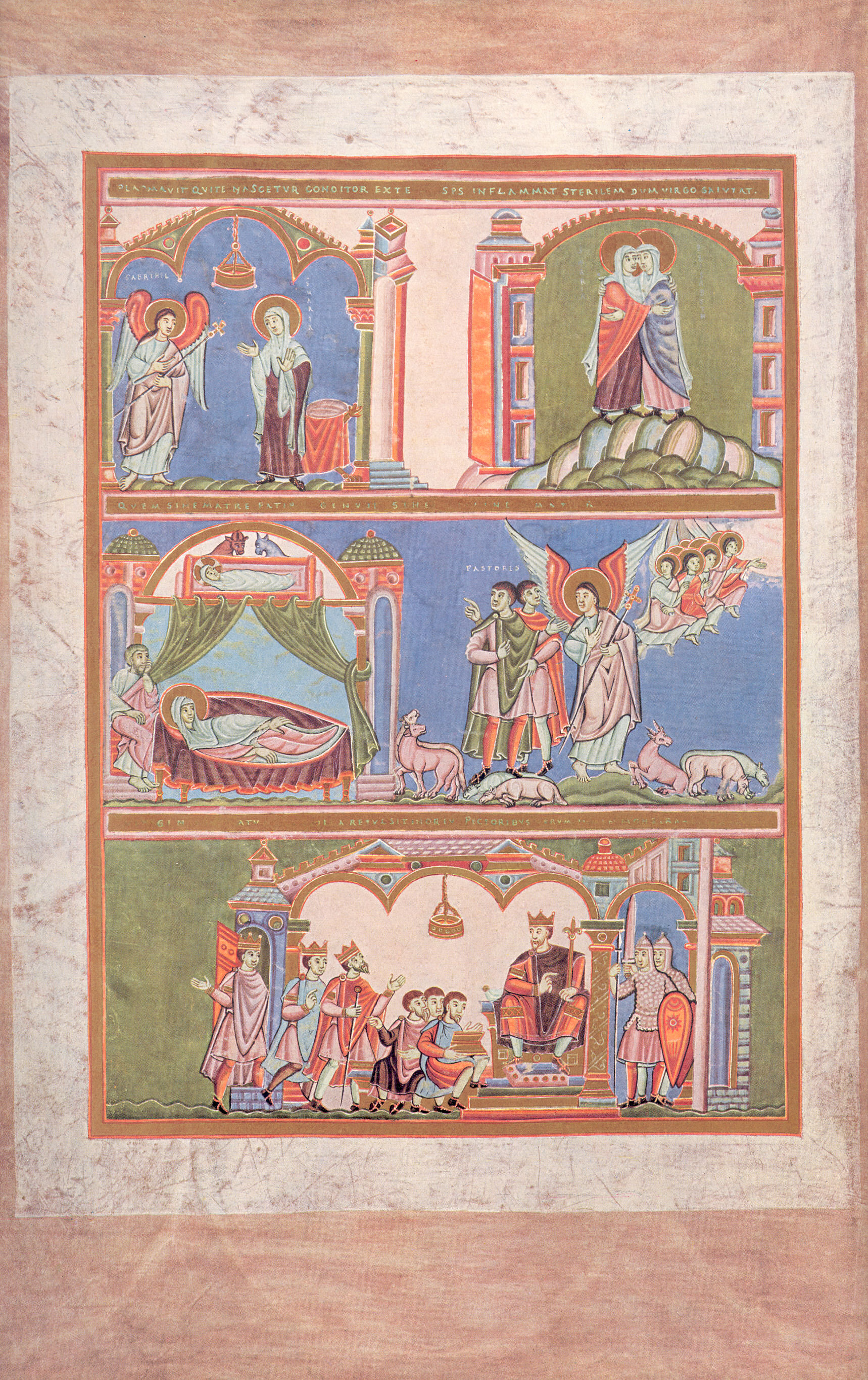
Codex Aureus din Echternach: Folio 18 verso
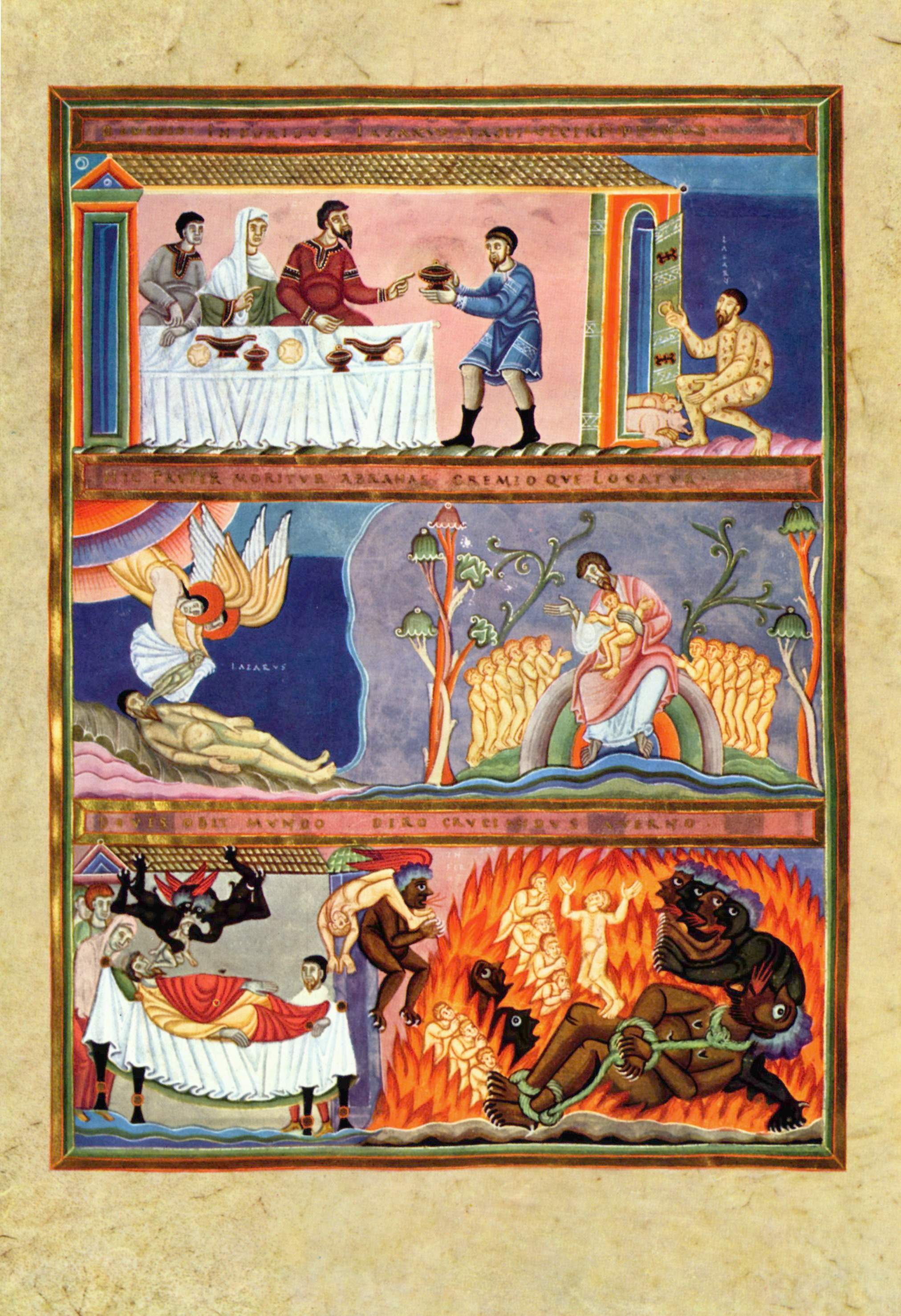
Codex Aureus din Echternach: Folio 78 recto
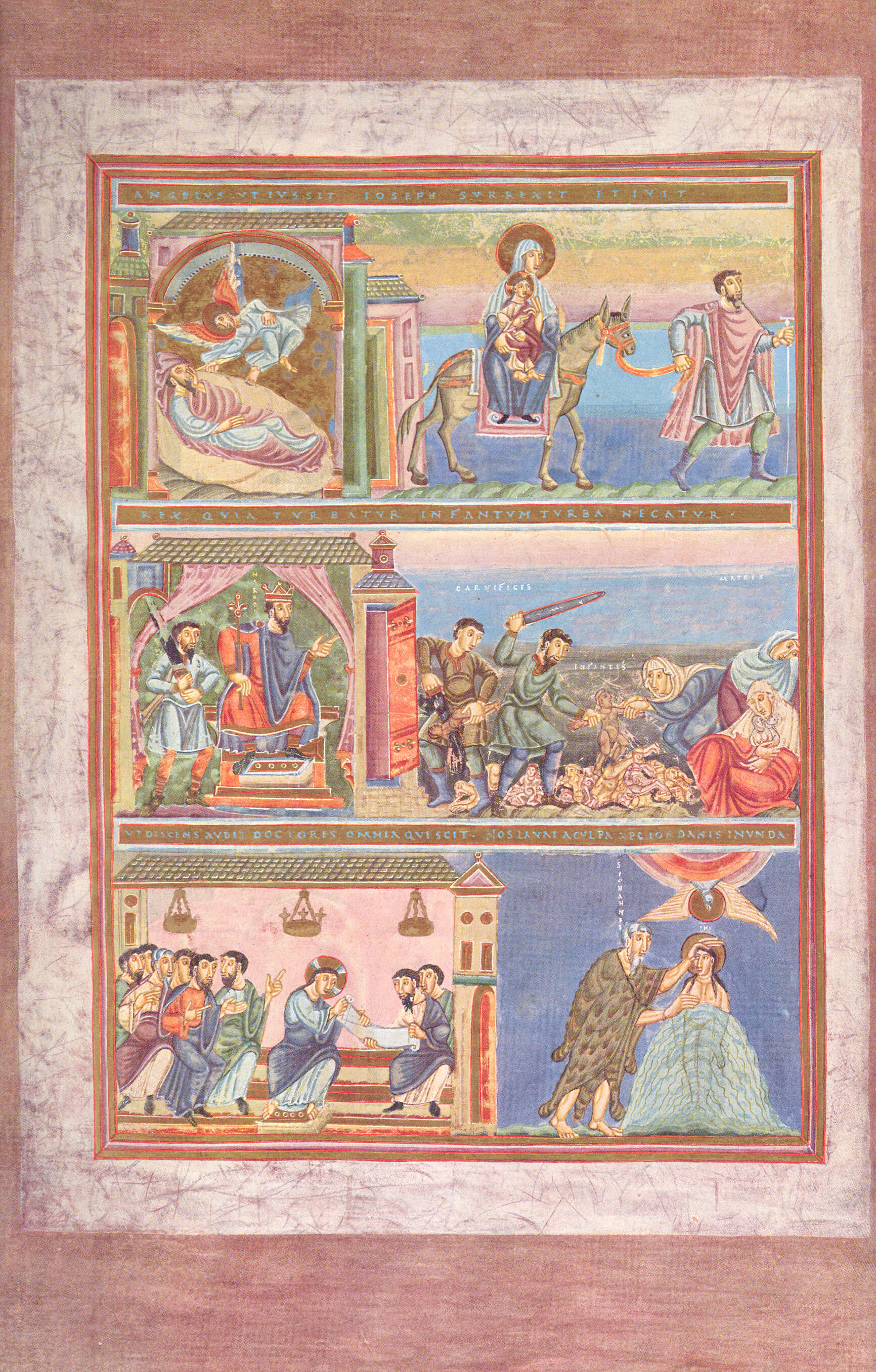
Codex Aureus din Echternach: Folio 19 verso

## Vederi vechi ale Luxemburgului
Una dintre cele mai vechi lucrări referitoare la orașul Luxemburg este un desen cu cerneală și creion colorat al Castelului Mansfeld sau, mai corect, al Castelului de la Fontaine. Lucrarea din secolul al XVI-lea este atribuită artistului flamand Tobias Verhaecht⁠(d) (1561–1631). Mansfeld⁠(d) a fost guvernator al Luxemburgului din 1545 până la moartea sa în 1604. În 1598, Georg Braun și Franz Hogenberg⁠(d) au publicat cea mai veche vedere cunoscută a orașului Luxemburg, o gravură pe cupru apărută în Civitates orbis terrarum⁠(d) (Köln, 1598). O jumătate de secol mai târziu, cartograful neerlandez Joan Blaeu⁠(d), bazându-se pe lucrarea lui Braun, a publicat „Luxemburgum” în al doilea volum al lui Stedeboek (Amsterdam, 1649). Van der Meulen⁠(d) oferă o altă vedere a Luxemburgului de la Limpertsberg⁠(d), unde înfățișează trupele franceze luând orașul în 1649.

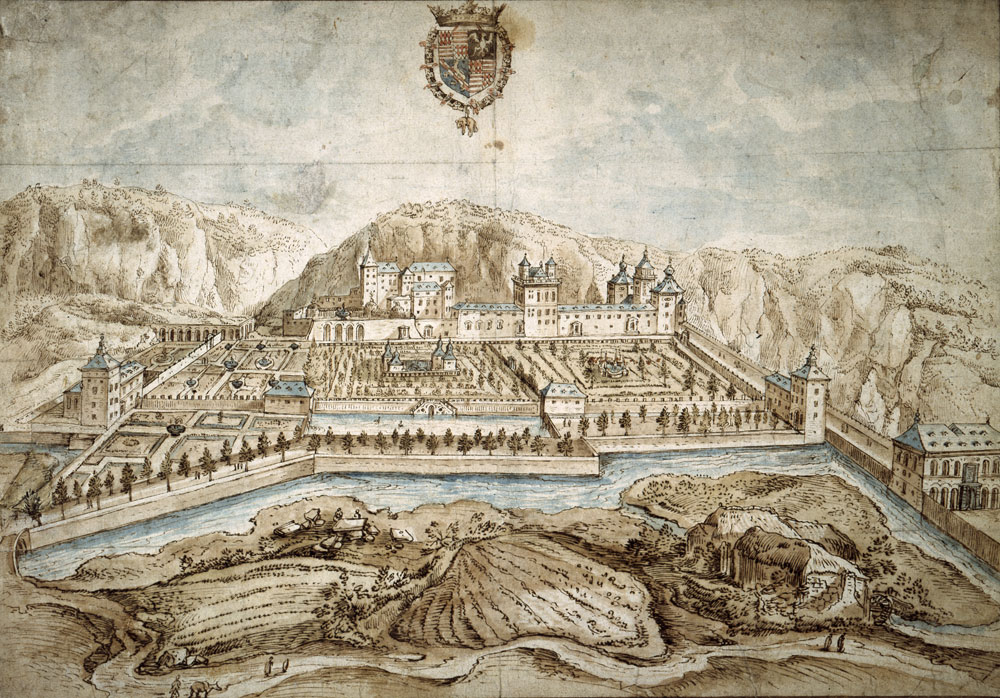
Tobias Verhaecht: La Fontaine (secolul al XVI-lea)
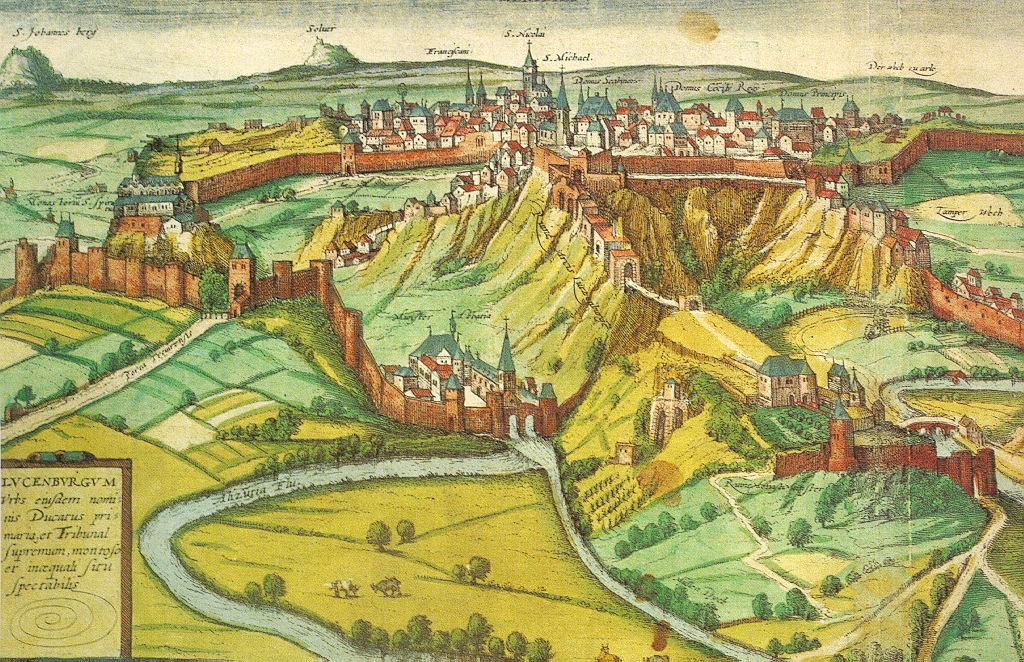
Georg Braun, Franz Hogenberg: Orașul Luxemburg (1598)
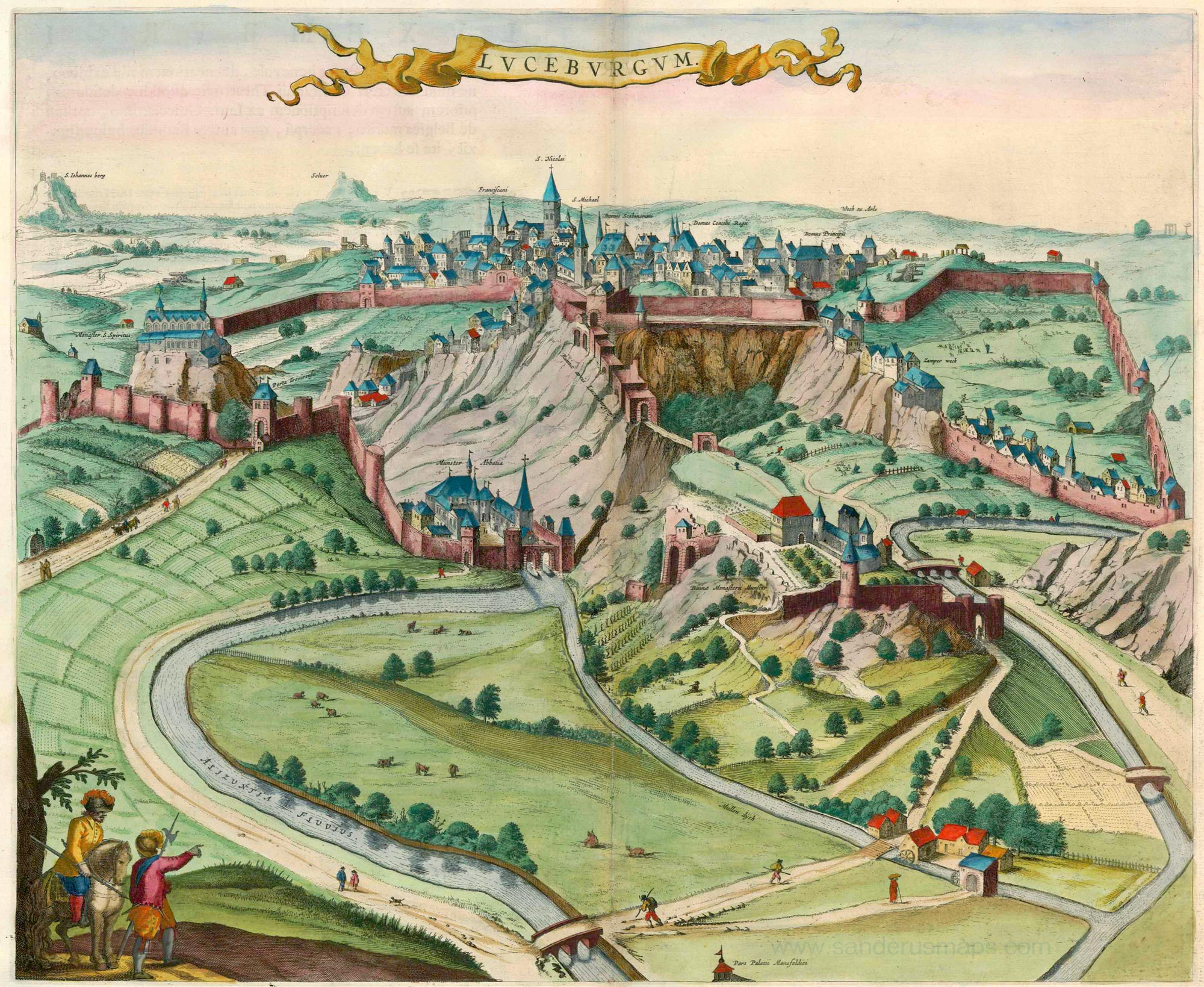
Joan Blaeu: Orașul Luxemburg (1649)
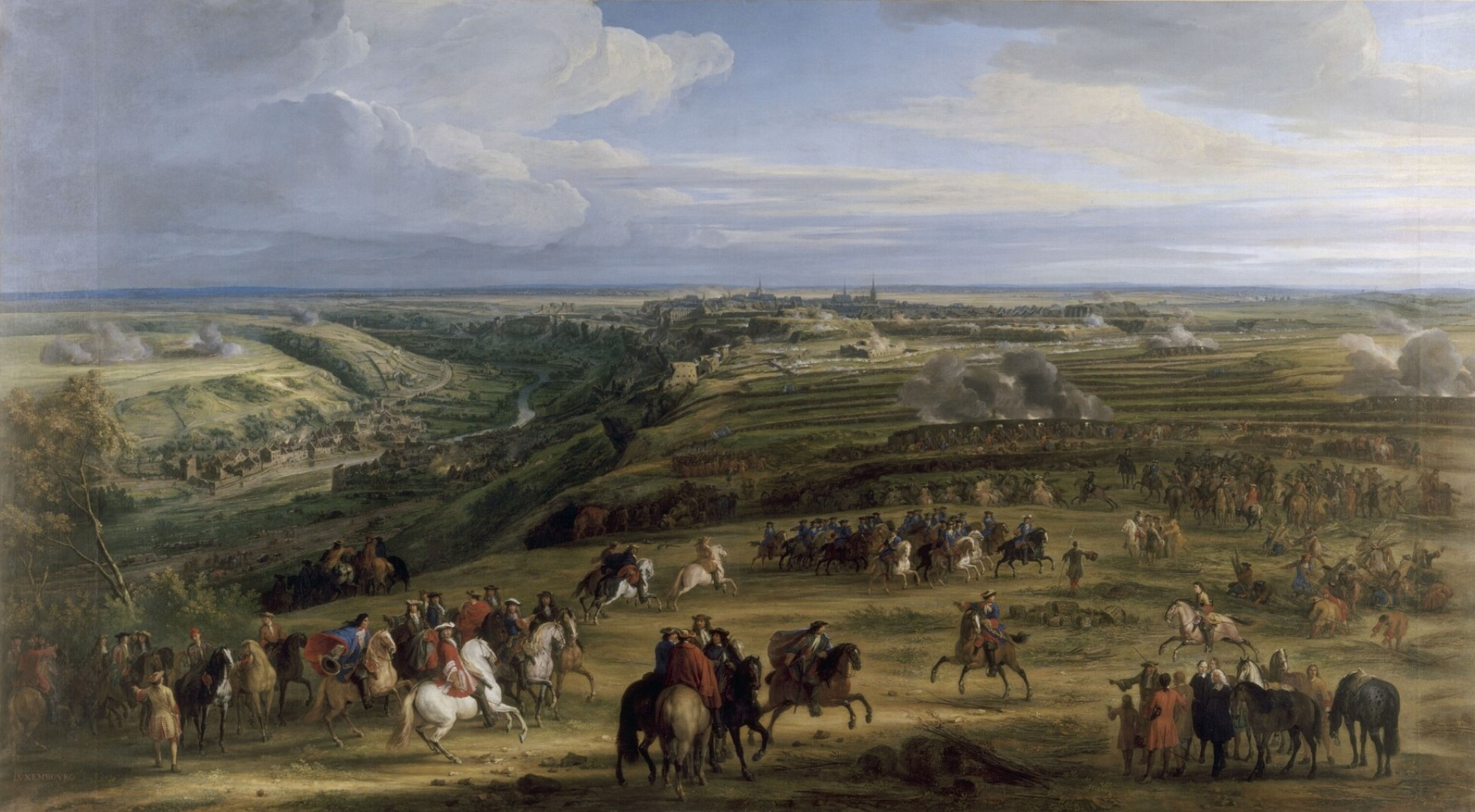
Van der Meulen: Cucerirea Luxemburgului (1649)

## Primii artiști luxemburghezi
La începutul secolului al XIX-lea, artiștii luxemburghezi au început în sfârșit să dobândească un spirit naționalist, ceea ce a dus la realizarea unor lucrări care evidențiază frumusețea orașului și a țării în ansamblu. Jean-Baptiste Fresez⁠(d) (1800–1867) a fost cel mai important artist al acestei perioade, fiind amintit mai ales pentru imaginile sale aproape fotografice ale orașului Luxemburg. Fresez a realizat, de asemenea, portrete care descriu clar nu doar trăsăturile vii ale feței, ci și îmbrăcămintea personajului, inclusiv, de exemplu, transparența dantelei. Peisajele sale, pe care a început să le publice încă din 1826, au avut, de asemenea, un merit artistic considerabil. În 1855, a publicat celebrul său Album pittoresque du Grand-Duché de Luxembourg, care conținea compoziții extrem de detaliate, multe dintre ele înfățișând cele mai frumoase priveliști din Luxemburg. Lucrările sale au o mare valoare documentară, în special cele ale cetății Luxemburg înainte de a fi demontată.
Nicolas Liez⁠(d) (1809–1892), care fusese unul dintre studenții lui Fresez, a fost pictor, sculptor și arhitect. El este amintit mai ales pentru litografiile sale de scene din Marele Ducat și pentru pictura în ulei a orașului Luxemburg. Colecția sa de litografii publicată în „Voyage pittoresque à travers le Grand Duché de Luxembourg” (1934) conține unele dintre cele mai bune lucrări ale sale. Cea mai faimoasă lucrare a sa este priveliștea asupra orașului Luxemburg din Fetschenhof, pe care a desenat-o, pictat-o și litografiat-o în 1870. Aceasta arată orașul în momentul în care abia începuse demolarea fortăreței. În ciuda încercării sale de a sublinia fortificațiile prin exagerarea înălțimii stâncilor și a podului de cale ferată, pictura este o bună reprezentare a orașului și a peisajului său aerian.
Michel Engels⁠(d) (1851–1901) a fost un ilustrator, pictor și profesor de artă, care este cunoscut mai ales pentru schițele sale despre fortificațiile orașului Luxemburg, deși a pictat și câteva acuarele.

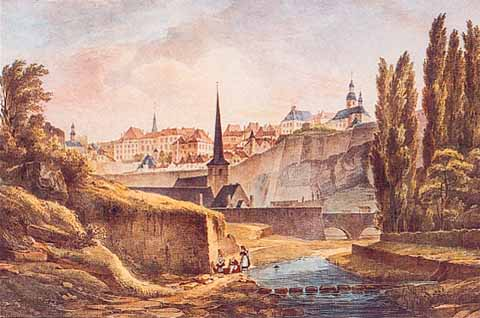
Jean-Baptiste Fresez: Luxemburg de pe râul Alzette (c. 1828)
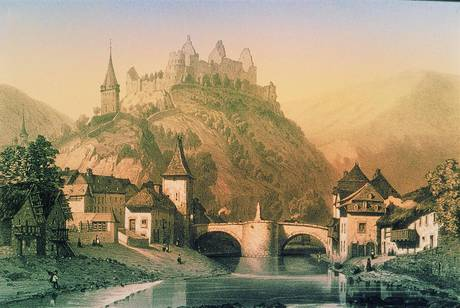
Jean-Baptiste Fresez: Vianden lângă pod (c. 1857)
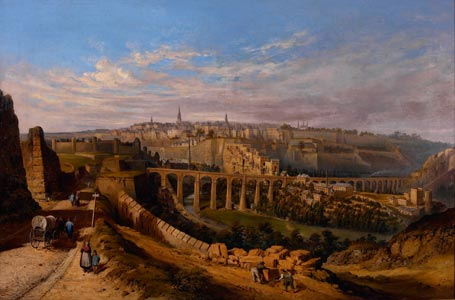
Nicolas Liez: Vedere a Luxemburgului de la Fetschenhof (1870)
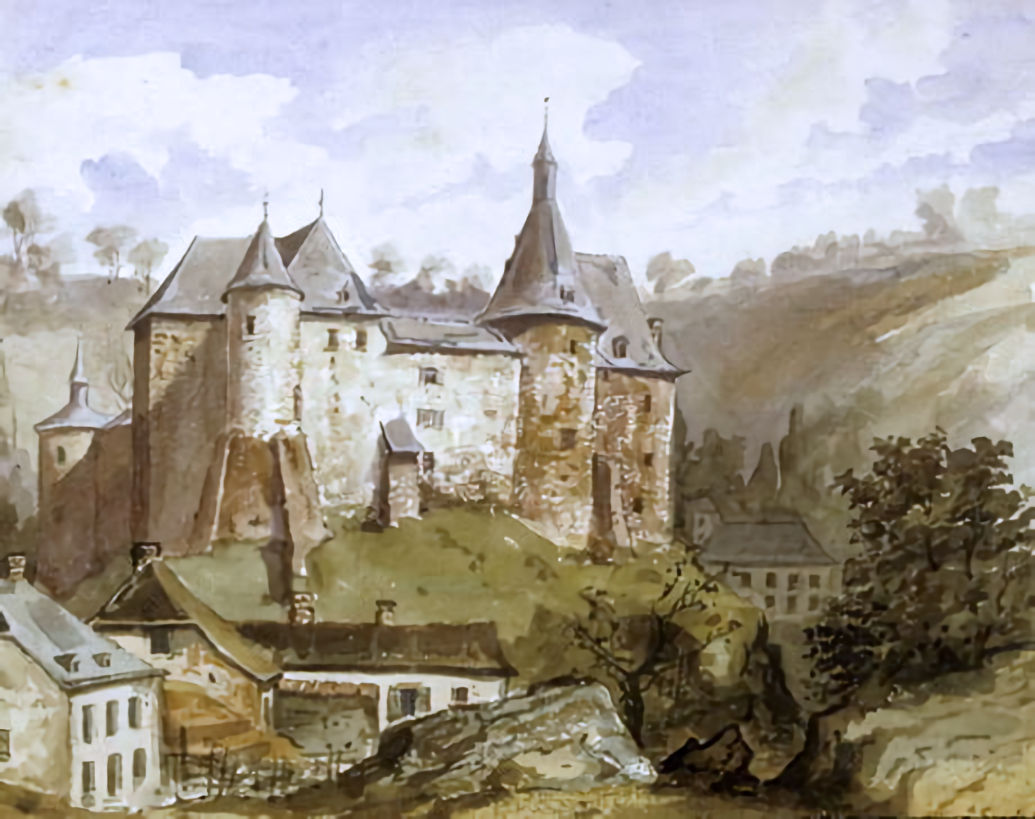
Michel Engels: Castelul Clervaux (1886)

## Vizitatori artistici
În secolul al XIX-lea, doi străini renumiți au adus contribuții importante la arta luxemburgheză. Primul a fost pictorul preimpresionist englez J. M. W. Turner (1775–1851) care a vizitat Luxemburgul în timpul unor călătorii de studiu prelungite în 1825 și 1834, lăsând numeroase acuarele ale orașului și ale împrejurimilor. Scriitorul francez Victor Hugo (1802–1885) a vizitat Luxemburgul de mai multe ori. În 1871, a realizat o serie de desene ale castelelor din Luxemburg, inclusiv Larochette, Schengen și, mai ales, Vianden.

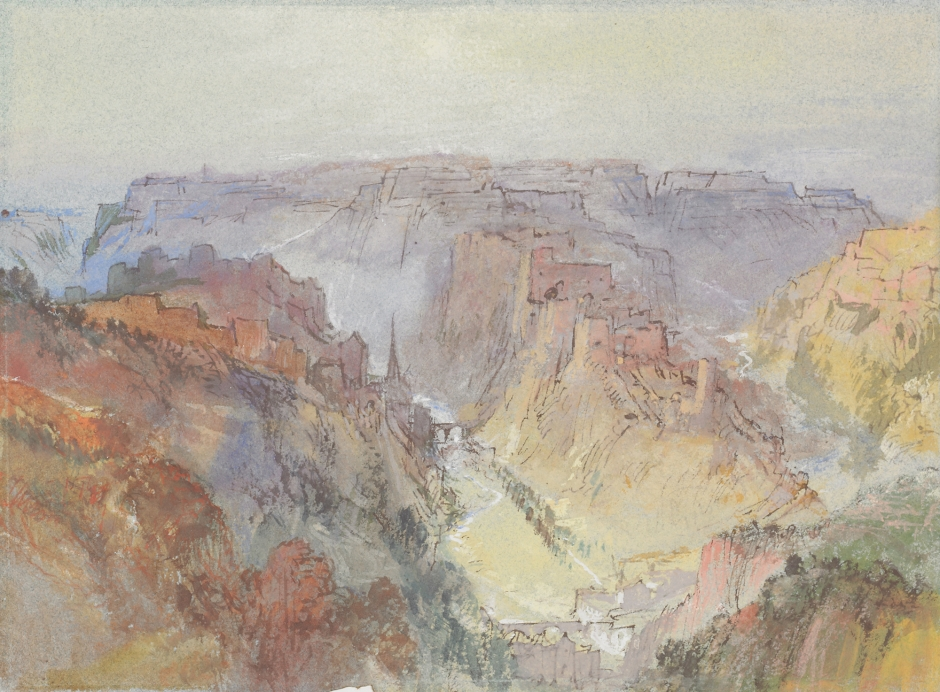
JMW Turner: Luxemburg (1834)
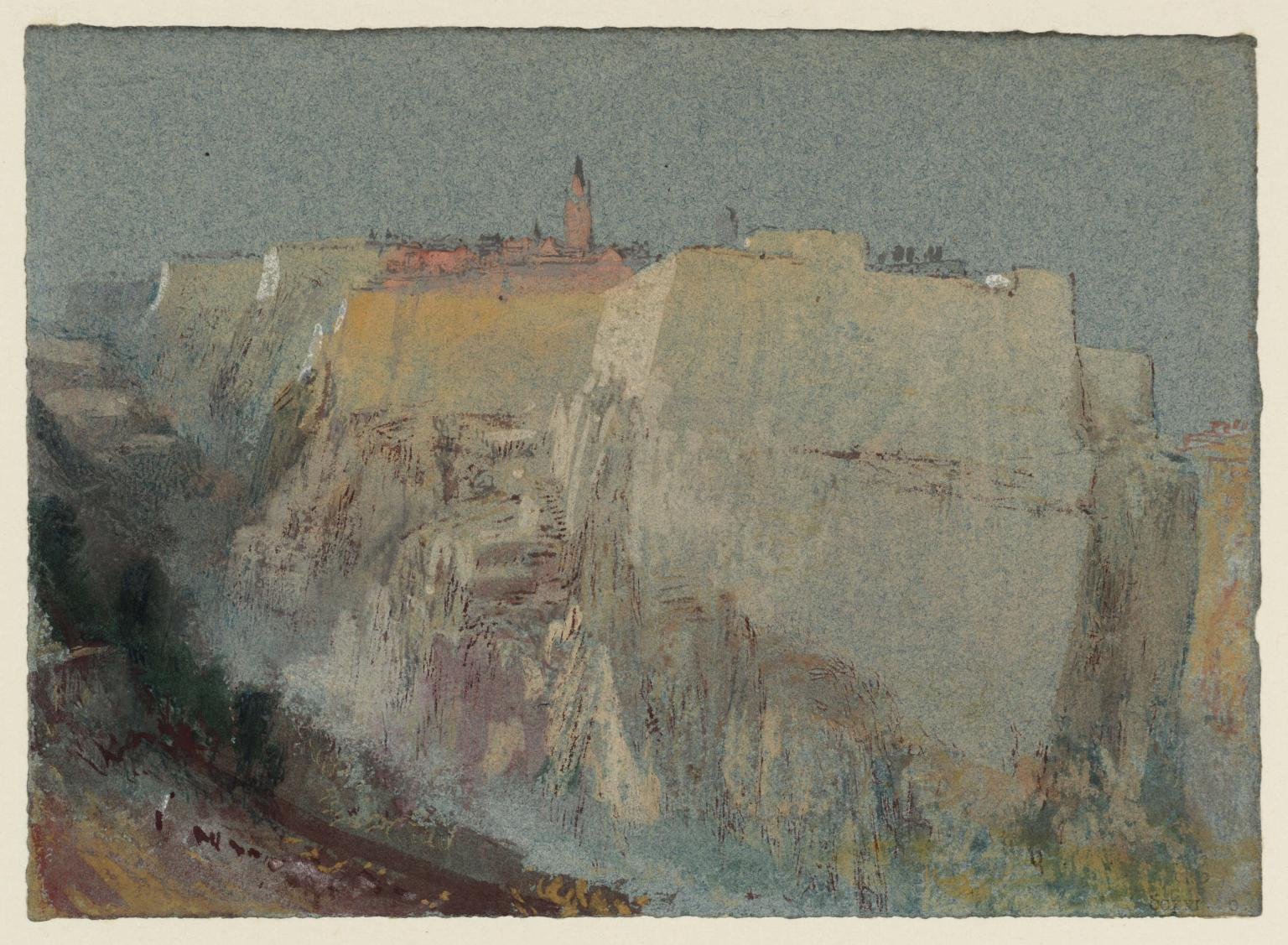
JMW Turner: Cetatea St Esprit, Luxemburg (c. 1839)
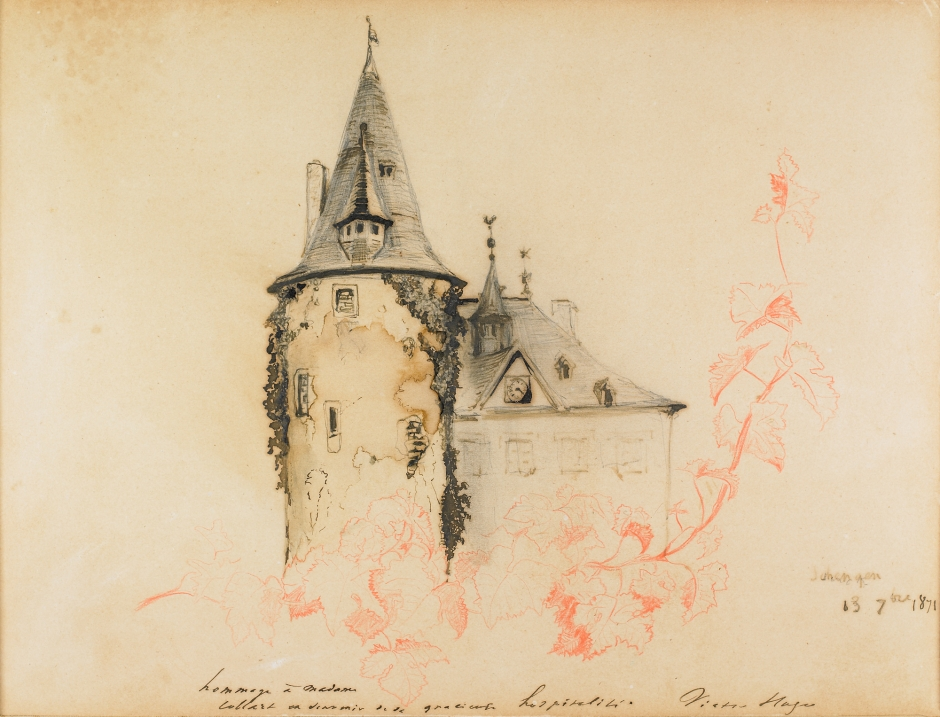
Victor Hugo: Castelul Schengen (1871)
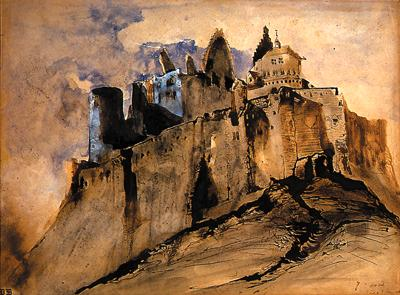
Victor Hugo: Ruinele Castelului Vianden (1871)

## Secolul al XX-lea
Prima jumătate a secolului al XX-lea a fost o perioadă bogată pentru arta luxemburgheză. Joseph Kutter (1894–1941), considerat cel mai de succes pictor din Luxemburg, a fost influențat de impresioniști, dar și-a dezvoltat propriul stil expresionist distinctiv. În picturile sale, subiecții stau adesea în prim-plan, ca și cum ar fi fost fotografiați. Portretele sale, pictate cu tușe puternice, prezintă de obicei figuri cu nasuri excesiv de mari, care uneori arată ca niște clovni disperați, dar care atrag întotdeauna atenția. Din 1918, peisajele și lucrările florale ale lui Kutter au început să prezinte motive din ce în ce mai expresioniste, cu linii intense și culori puternice. Tabloul său „Luxemburg”, comandat pentru Expoziția Mondială din 1937 de la Paris este un bun exemplu al stilului său expresionist, cu casele suprapuse una în spatele celeilalte, forma cubică a clădirilor și fortificațiile de o forță exagerată, atât de diferită de reprezentarea lui J. M. W. Turner a aproape aceleiași scene. Deși Kutter a petrecut câțiva ani în Germania, lucrările sale au fost influențate cel mai mult de tendințele din Franța și Belgia. A fost unul dintre fondatorii mișcării secesioniste din Luxemburg.
Un alt pictor remarcabil a fost impresionistul Dominique Lang (1874–1919) ale cărui picturi au devenit din ce în ce mai inspirate, pline de lumină strălucitoare și înfățișând adesea o femeie tânără îmbrăcată în alb. Folosind tușe scurte de pensulă, el folosea din abundență albastrul și verdele. În 1912–13, a început să adopte coloritul pur preferat de Monet, Renoir și Pissarro. Se aventura de-a lungul malurilor râului Alzette, pictând scene cu livezi, de cules de flori și de recoltare a fructelor sau de case de țărani din zona în care locuia. Pictura sa Dudelange în 1917 este o ilustrare excelentă a aversiunii sale caracteristice față de industrializare. Nu există niciun semn de fabrici sau de locuințe pentru muncitori în peisajul idilic din jurul orașului.
Nico Klopp (1894–1930) este cunoscut mai ales pentru picturile sale postimpresioniste cu scene de pe râul Moselle. Klopp a locuit în Remich, unde a pictat multe tablouri ale podului peste râu. Atât peisajele sale, cât și naturile sale statice se disting prin coloritul viu și prin tușele solide care se concentrează ferm pe subiectele principale.
Frantz Seimetz (1858–1934) a fost un artist prolific care a pictat portrete și peisaje în stil impresionist. Cea mai fructuoasă perioadă a sa a fost în Echternach, unde a pictat numeroase scene din împrejurimi, inclusiv Mullerthal. Tablourile sale sunt în general realiste și ușor romantice, la limita impresionismului . Mai ales după 1900, stilul său a devenit mai luminos și mai colorat, reflectând fericirea și frumusețea momentelor pe care le-a trăit. Astăzi, Seimetz este amintit ca un artist conștiincios care a dominat scena artistică din Luxemburg pentru o perioadă considerabilă de timp. A fost primul luxemburghez care a pătruns în impresionism și primul, după Nicolas Liez, care a pictat în aer liber. A fost și primul care a reușit să trăiască numai din artă.
Sosthène Weis⁠(d) (1872-1941) a pictat peste 5.000 de acuarele, majoritatea reprezentând Luxemburgul și împrejurimile sale. A lucrat, de asemenea, ca arhitect, proiectând unele dintre cele mai impunătoare clădiri din Luxemburg, inclusiv oficiul poștal central și clădirea Arbed⁠(d). Picturile sale timpurii, de până la 1900, arată influența intereselor sale arhitecturale, deoarece clădirile sunt descrise cu o precizie exactă, dar destul de plictisitoare. După aceea, propriul său stil romantic post-impresionist începe să apară, mai ales în opera sa din 1915 până în 1945. Predomină culorile sale calde, cu o abundență de violet, albastre și ocru. Weis stăpânea arta de a surprinde momentul, reproducând poetic lumina cețoasă a dimineții timpurii, căldura amiezii sau ceața care se adună în văi la apus. Încetul cu încetul, realitatea a cedat locul unor imagini mai puțin precise, mai sugestive, pe măsură ce se concentra tot mai mult asupra esențialului. El completa rapid liniile principale ale scenelor sale, interpretându-le din ce în ce mai liber, până când, în cele din urmă, tablourile sale au dezvăluit o lume de vis și fantezie.

Sculptorul Claus Cito⁠(d) (1882–1965) este amintit mai ales pentru sculptura Gëlle Fra⁠(d) (Femeia de aur) care încoronează obeliscul Monumentului Comemorării (1923), ridicat în memoria soldaților luxemburghezi care au murit pentru țara lor în Primul Război Mondial. Cea mai bună lucrare a sa este totuși considerată a fi bustul de marmură al Marii Ducese Charlotte, finalizat în 1939 și care se află acum în fosta primărie din Differdange.

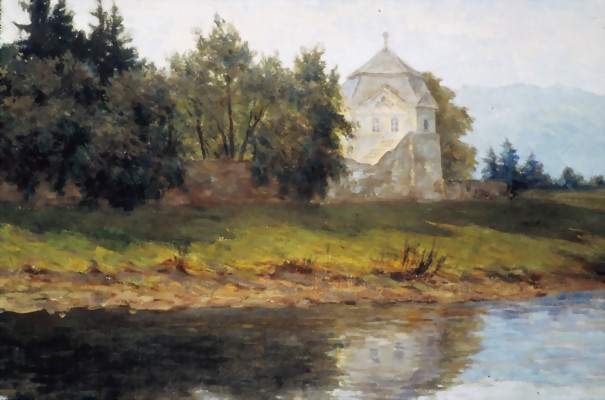
Frantz Seimetz: Pavilion la Echternach (c. 1904)
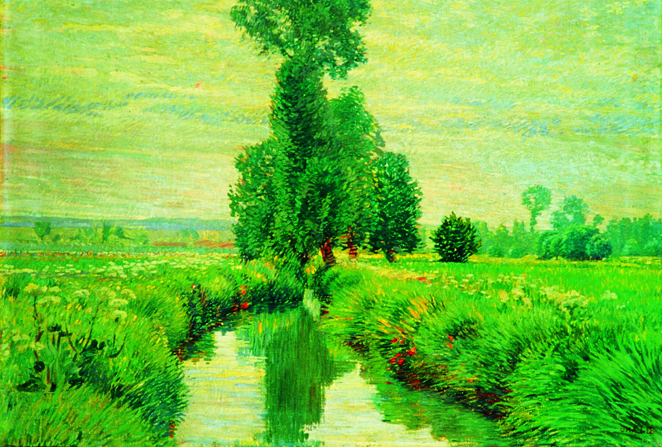
Dominique Lang: Malurile râului Alzette (1915)
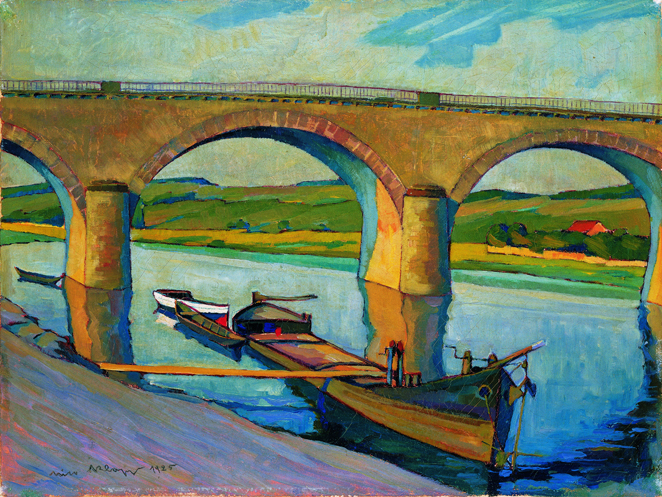
Nico Klopp: Podul de la Remich (1925)
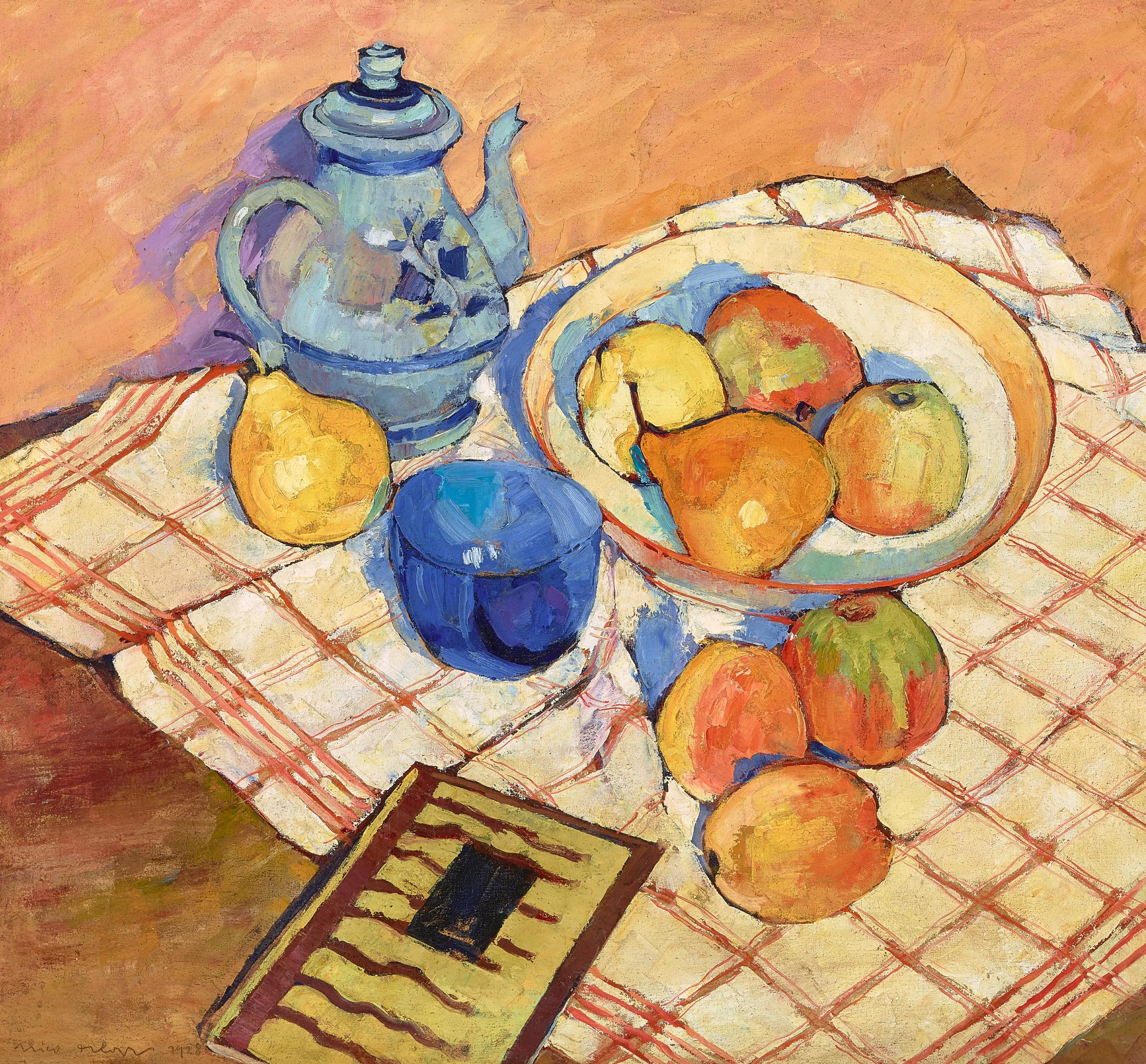
Nico Klopp: Natura statică cu fructe (1930)

## Contribuitori postbelici
Emile Kirscht⁠(d) (1913–1994) a lucrat cu acrilice și guașă pe hârtie. În 1954, a fost co-fondator al grupului de artiști abstracți Iconomaques din Luxemburg. Deși Kirscht s-a orientat către pictura abstractă în anii 1950 cu lucrări precum Composition și Automnal, abia la începutul anilor 1960, când a înlocuit uleiurile cu acrilice, a reușit să stăpânească cu adevărat stilul. În una dintre cele mai notabile lucrări ale sale, Village (1959), folosește forme geometrice pentru a reprezenta liniile și structurile interne ale subiectului.
Michel Stoffel (1903–1963), alături de Joseph Kutter, este considerat unul dintre cei mai importanți pictori luxemburghezi. În 1950 a început să picteze pentru prima dată în stilul geometric al artei abstracte, ceea ce l-a determinat ca în 1954 să fie unul dintre membrii fondatori și purtătorul de cuvânt al Iconomaques, un grup de artiști luxemburghezi devotați artei abstracte. În 1956, a primit o mențiune de onoare la a patra Bienală de Artă din São Paulo. În 1962, a realizat două mozaicuri pentru Nouvel Athénée din Luxemburg și a devenit membru al secțiunii de arte și literatură a Institutului Marele Ducat.
Foni Tissen⁠(d) (1909–1975) este amintit în principal pentru picturile sale hiperrealiste, pline de umor negru, multe dintre ele fiind autoportrete. Tissen urmărea să răspândească arta în toate părțile societății pentru a „înălța spiritul omului”, așa cum a spus el. În timp ce timbrele sale poștale, posterele și logo-ul serviciilor de urgență au devenit parte din memoria colectivă luxemburgheză, atașamentul său strâns față de orașul natal Rumelange natal și de Stâncile Roșii din zonă poate fi văzut în peisajele și gravurile sale. Cea mai tipică parte a operei sale este totuși seria suprarealistă de picturi la care se referea ca la Maennerscher sau omuleții, multe dintre ele autoportrete constituind o comedie individuală. Simbolurile pe care le folosește îl ghidează pe spectator spre mecanismele vaste ale imaginației sale. În ansamblu, lucrările sale dezvăluie căutarea a ceea ce el numea „adevărul care este frumusețea și sinceritatea”.
Gust Graas⁠(d) (1924-2020) a fost un om de afaceri și pictor luxemburghez care nu numai că a jucat un rol major în dezvoltarea concernului de radio și televiziune cu sediul în Luxemburg RTL, dar a fost și un pictor abstract talentat. Graas a manifestat întotdeauna un interes activ pentru artă, realizând picturi și lucrări de sculptură. În timpul studiilor la Paris, a cunoscut mai mulți pictori impresioniști din Școala din Paris cu care a păstrat legătura. În 1970, a primit Premiul Grand-Duc Adolphe. De la pensionare în 1989, a locuit la Pollença⁠(d), în Mallorca, unde a continuat să picteze. Expoziția sa Mis años en España (1989-2003) arată clar modul în care soarele și culoarea insulei i-au influențat opera.
Asociat îndeaproape cu artiștii postbelici a fost sculptorul Lucien Wercollier⁠(d), ale cărui lucrări abstracte impresionante din bronz și marmură pot fi găsite nu doar în locuri publice din Luxemburg, ci și în țările din jur.
Unul dintre cei mai de succes artiști contemporani ai țării este Su-Mei Tse⁠(d) care, în 2003, a câștigat Leul de Aur, premiu acordat celui mai bun participant național la Expoziția Internațională de Artă Contemporană de la Veneția. Proiecția sa video Les balayeurs du désert (Măturatorii deșertului), prezintă măturători de stradă în uniformele lor pariziene distinctive care mătură fără rost nisipul deșertului în sunetul moale al măturilor pe asfalt. Cea de a doua lucrare majoră, „Ecoul”, tot un videoclip, prezintă o scenă alpină în care o figură minusculă cântă la violoncel, sunetele simple ale instrumentului fiind reflectate de munți.

## Societăți de artă
Principala societate de artă din Luxemburg este Cercle artistique de Luxembourg, care a fost fondată în 1893 și prosperă și astăzi. Aceasta reunește artiști de toate tipurile în vederea susținerii activității și educației artistice. În 1926, o serie de avangardişti, printre care Joseph Kutter şi Nico Klopp, au fondat mişcarea secesionistă din Luxemburg, care şi-a prezentat lucrările expresioniste la expozițiile anuale ale Salon de la Sécession,⁠(d) până când aspirațiile lor au fost reconciliate cu Cercle în 1930. În 1954, un grup de artiști abstracti, printre care Emile Kirscht⁠(d), Michel Stoffel⁠(d) și Lucien Wercollier⁠(d), au fondat Iconomaques, care a adus arta modernă în Luxemburg prin expozițiile importante pe care le-au organizat în 1954 și 1959.